# Tatort: Unklare Lage
Unklare Lage ist ein Fernsehfilm aus der Krimireihe Tatort. Der von X Filme Creative Pool für den Bayerischen Rundfunk produzierte Beitrag ist die 1118. Tatort-Episode und wurde am 26. Januar 2020 im Programm Das Erste gesendet. Das Münchner Ermittlerduo Batic und Leitmayr ermittelt seinen 83. Fall.

## Handlung
Bei einer Fahrkartenkontrolle in einem Münchner Bus fallen tödliche Schüsse. Der flüchtige Täter, ein 19-jähriger Münchner, wird wenig später von einem SEK gestellt und erschossen.
In seinem Rucksack stecken Ersatzmagazine und ein Funkgerät, das auf einen möglichen zweiten Täter hinweist. Nachdem das Foto des jungen Mannes veröffentlicht worden ist, wird er identifiziert. Im Haus seiner Eltern werden Hinweise auf den Bau einer Nagelbombe gefunden. Der Verbleib des Bruders des Mannes ist ungeklärt, auch nach ihm wird intensiv gefahndet. Die Polizei nimmt zunächst an, dass der Mann einen Anschlag auf seine ehemalige Schule geplant hat, und stürmt das Gebäude. Allerdings findet sie dort auch nach der Evakuierung keine weiteren Hinweise, die die Existenz eines zweiten Täters belegen.
Zunehmend geraten Batic und Leitmayr in ein undurchsichtiges Netz aus widersprüchlichen Hinweisen von Zeugen; und der Druck von oben steigt, nachdem sie auch nach weiterer Fahndung keine konkrete Spur verfolgen können.
Jedoch ergibt die Auswertung einiger Chatverläufe und Telefonprotokolle, dass die Freundin des Mörders vom Vormittag in die Situation verwickelt ist und weiterhin versucht, den scheinbar gescheiterten Plan doch noch umzusetzen.
Schließlich gelingt es den beiden Kommissaren nach einem langen Katz-und-Maus-Spiel, die 17-jährige Komplizin am Münchner Marienplatz aufzuspüren. Diese hält die Beamten jedoch zum Narren und zieht weiterhin die Aufmerksamkeit der Medien auf sich.
Schließlich gelingt es Leitmayr, die Schülerin in der Menschenmenge der U-Bahn-Station zu erkennen, die gerade ihren Rucksack mit der vermeintlichen Sprengladung vorbereitet. Als sie versucht, in die heranfahrende U-Bahn einzusteigen, fällt ein Schuss, der aus Batics Pistole stammt. Dieser verwundet die 17-Jährige tödlich, und sie stirbt noch während der Evakuierung durch das SEK.
Ob der Rucksack tatsächlich einen Sprengsatz enthielt, bleibt im Film offen. Allerdings wird in mehreren gezeigten Pressemitteilungen von einer „Vereitelung eines Bombenanschlags“ berichtet. Für die Kommissare deutet aufgrund von Zeugenaussagen vieles darauf hin, dass das Motiv der jungen Leute lediglich mediale Aufmerksamkeit gewesen ist und sie keiner terroristischen Organisation angehörten.

## Hintergrund
Der Film wurde vom 27. März 2019 bis zum 26. April 2019 in München und Umgebung gedreht. Der Film bezieht sich auf die Situation nach dem Anschlag in München 2016 im Olympia-Einkaufszentrum (OEZ).
Aufgrund der unklaren Lage, die der Film auch bei den Zuschauern hinterlassen hatte, fragten zahlreiche Zuschauer anschließend im Internet nach. Es wurde am Ende nicht transparent aufgeklärt, ob die Verdächtige wirklich einen Sprengsatz bei sich getragen hatte. Über die Facebook-Seite vom „Tatort“ wurde dann umgehend reagiert und von den Verantwortlichen mitgeteilt: „Es war eine Bombe im Rucksack“, „Ist beim Zuschauen etwas untergegangen, war aber auch in der Inszenierung durchaus beabsichtigt.“

## Rezeption

### Kritik
Rainer Tittelbach von Tittelbach.tv lobte den Film und meinte: „Der „‚Tatort – Unklare Lage‘“ […] zeigt, wie nach einem Tötungs-Delikt, bei dem ein terroristischer Hintergrund nicht auszuschließen ist, der Polizeiapparat in Gang gesetzt wird und sich viele Stunden in höchster Alarmbereitschaft befindet.“ „Der Film […] simuliert sehr realistisch einen solchen städtischen Ausnahmezustand. Weil möglicherweise Schlimmeres verhindert werden muss, bleibt für die Frage nach dem Warum der Tat keine Zeit. Für eine Analyse ist die Faktenlage ohnehin viel zu unsicher. In den ersten 45 Minuten drückt sich die allgemeine Verunsicherung in einem extrem hohen Erzähltempo aus.“ „Schaulust & Selbstinszenierung der Gesellschaft [wird hinterfragt] ohne diese Phänomene selbst billig zu bedienen. Nach 90 Minuten ist man geschafft, aber nicht erschlagen.“
Filmstarts.de nannte diesen Tatort: „Der spannendste Sonntagsabend-Krimi seit Jahren!“ „Die Jagd auf den (möglichen) zweiten Attentäter ist packend und mitreißend arrangiert, erlaubt dem Publikum kaum Verschnaufpausen.“ „Die Filmemacher setzen auf eine temporeiche Inszenierung […] [und platzieren] einige tolle Gänsehautmomente (etwa beim Knacken eines Autos im Parkhaus). Die Schnittfrequenz ist hoch, der reduzierte Score verstärkt die düstere Atmosphäre gekonnt, ohne aufdringlich zu wirken, und auch die vielen Außenaufnahmen mit zahlreichen Statisten […] wirken nie künstlich arrangiert, sondern echt, fast dokumentarisch. Und dann ist da noch das dramatische Ende, über das diskutiert werden wird – natürlich auch in den sozialen Medien.“
Matthias Dell von Zeit online meinte: „Ist doch nur Unterhaltung. Der Münchner ‚Tatort‘ spielt das Attentat im Olympia-Einkaufszentrum nach, drückt sich aber vor einer politischen Einordnung der Tat.“ „‚Unklare Lage‘ wahrt zumeist die Balance. Dem Film gelingt eine ziemlich plausible, durch reiche Komparserie gestützte Darstellung von Verunsicherung und Ungewissheit […], die im Grunde keine Dialoge braucht, weil sich das Handeln-Müssen zwangsläufig ergibt. Vermutungen, Indizien, neue Spuren – es ist ziemlich beeindruckend, wie genau und prägnant der Film Ermittlung abbildet.“

### Einschaltquoten
Die Erstausstrahlung von Unklare Lage am 26. Januar 2020 wurde in Deutschland von 9,49 Millionen Zuschauern gesehen und erreichte einen Marktanteil von 26,4 % für Das Erste.

### Auszeichnungen
- 2021: Nominierung für den Grimme-Preis